# Comunitat d'aglomeració Val d'Yerres Val de Seine
La Comunitat d'aglomeració Val d'Yerres Val de Seine (oficialment: Communauté d'agglomération Val d'Yerres Val de Seine) és una Comunitat d'aglomeració del departament de l'Essonne, a la regió de l'Illa de França.
Creada al 2016, està formada per 9 municipis i la seu es troba a Brunoy.

## Municipis
1. Boussy-Saint-Antoine
2. Brunoy
3. Crosne
4. Draveil
5. Épinay-sous-Sénart
6. Montgeron
7. Quincy-sous-Sénart
8. Vigneux-sur-Seine
9. Yerres